# HD 125990
HD 125990，又名CP-65 2718，SAO 252737、HR 5382，是一颗恒星，视星等为6.36，位于銀經312.26，銀緯-5.02，其B1900.0坐标为赤經14h 17m 39.5s，赤緯-65° -5.02′ 7″。